# Liste der Monuments historiques in Montreuil-sur-Ille
Die Liste der Monuments historiques in Montreuil-sur-Ille führt die Monuments historiques in der französischen Gemeinde Montreuil-sur-Ille auf.

## Liste der Objekte
| Bezeichnung | Beschreibung           | Standort                       | Kennzeichnung | Schutzstatus | Datum | Bild |
| ----------- | ---------------------- | ------------------------------ | ------------- | ------------ | ----- | ---- |
| Taufbecken  | Stein, 15. Jahrhundert | in der Kirche St-Pierre (Lage) | PM35000336    | Classé       | 1952  |      |